# Вьера

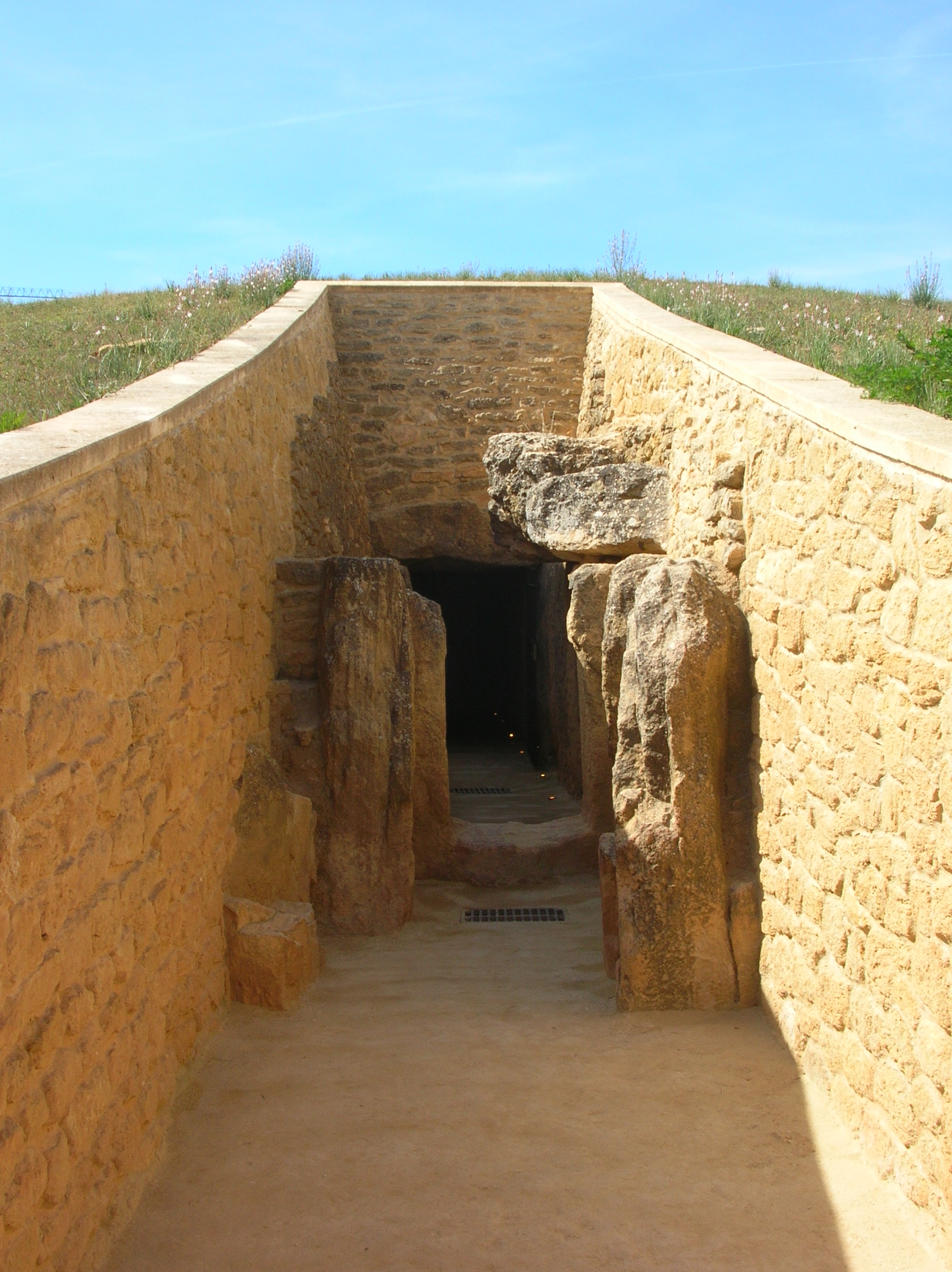
Вход в дольмен — современный вид

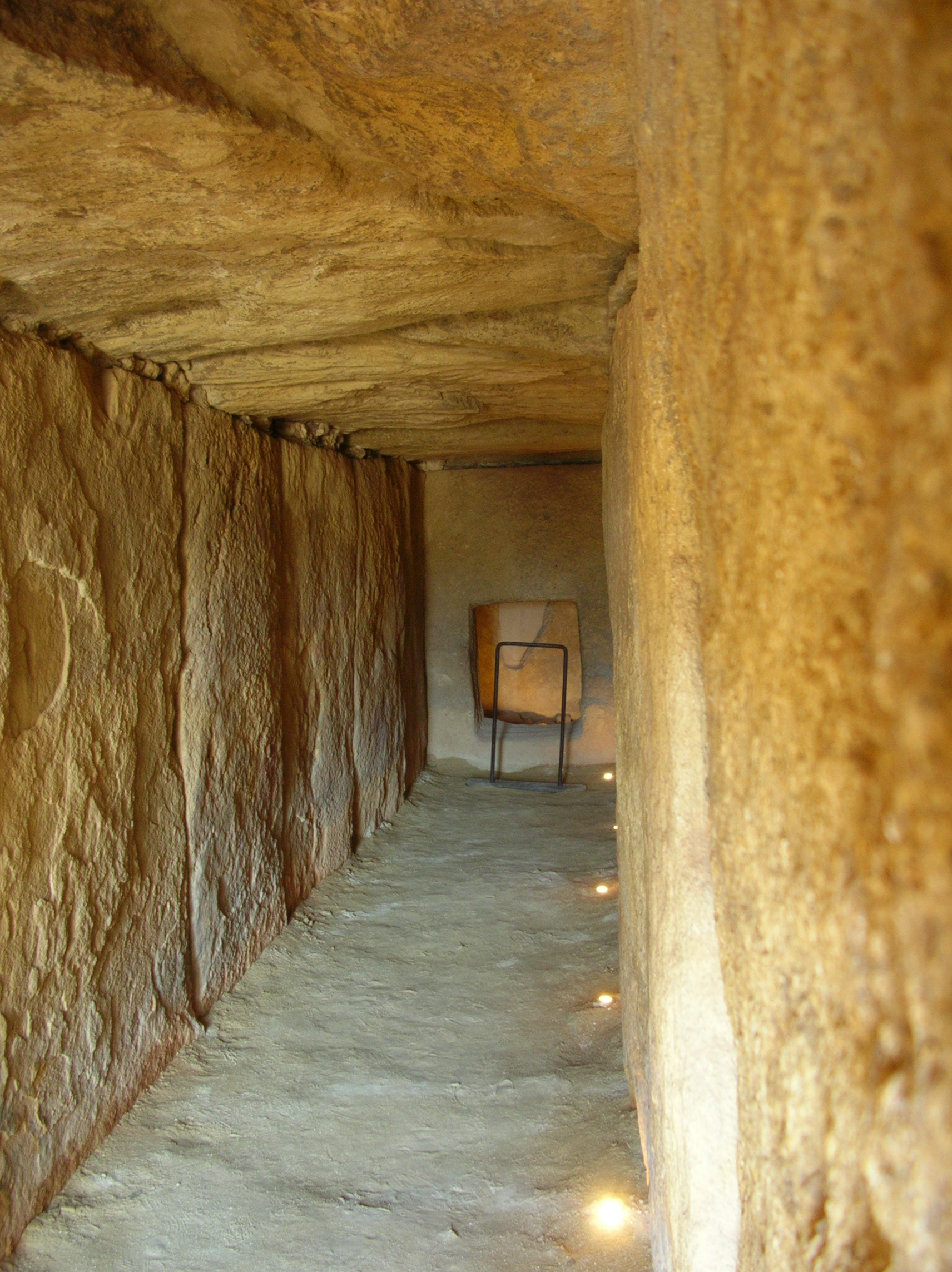
Дольмен Вьера — вид изнутри. На заднем плане видна плита с отверстием, являющаяся стеной камеры

Вьера — дольмен, находится в коммуне Антекера, 1 км к северо-востоку от одноименной деревни в Андалусии (Испания). Наряду с дольменами Менга и Эль-Ромераль образует ансамбль дольменов Антекеры.
По конструкции представляет собой коридорный дольмен (длина коридора около 20 метров). На входе последовательно стоят два портала. Высота коридора — 185 см, ширина — 120 см. Высота погребальной камеры 210 см, ширина 180 см.
Всё сооружение, как и другие дольмены Антекеры, покрыто земляным курганом.
Мегалит был сооружён в эпоху халколита около XXV века до н. э. и обнаружен в 1903 человеком по фамилии Вьера, в честь которого и получил своё название.